# دورتی بلیسکه
دورتی بلیسکه (به آلمانی: Dorothea Blieske) (درگذشت ۱۹۷۸ میلادی) ایران‌شناس آلمانی بود.
بلیسکه در آلمان متولد شد و به زبان و ادبیات فارسی علاقه‌مند شد و آن را نزد بزرگ علوی و سپس نزد کریستیان رمپیس استاد ایرانشناسی بخش مطالعات شرقی دانشگاه توبیگن فراگرفت. سپس با ارائه پایان‌نامه‌ای با عنوان «دیوان اردشیر شاهین شیرازی» درجه دکترا دریافت کرد. خانم بلیسکه به ایران نیز سفر کرده‌است. او به پژوهش در مورد ابن یمین شاعر ایرانی پرداخته‌است. بلیسکه در سال ۱۹۷۸ درگذشت.

## آثار
آثار او در زمینه ایران و ادبیات فارسی عبارتند از:
- دیوان اردشیر شاهین شیرازی[۲]
- دستنوشته‌های پارسی[۳]